# Bolimowska Wieś
Bolimowska Wieś – wieś w Polsce położona w województwie łódzkim, w powiecie skierniewickim, w gminie Bolimów.
Wieś królewska w starostwie bolimowskim w ziemi sochaczewskiej województwa rawskiego w 1792 roku. W latach 1975–1998 miejscowość administracyjnie należała do województwa skierniewickiego, wcześniej do powiatu łowickiego.

## Zabytki
Według rejestru zabytków Narodowego Instytutu Dziedzictwa na listę zabytków wpisany jest obiekt:
- cmentarz wojenny z I wojny światowej (żołnierzy niemieckich), nr rej.: 897 z 21.12.1992